# Manuel García Amigo
Máximo Manuel García Amigo (Fuentespreadas, Zamora, 2 de octubre de 1933-Santibáñez el Alto, Cáceres, 26 de enero de 2012) fue un jurista, ganadero y político español. 

## Biografía
Se doctoró en Derecho en las Universidades de Salamanca y Bolonia y obtuvo la beca Maximilianeum de Múnich. Fue decano de la Facultad de Ciencias Políticas de la Universidad Complutense de Madrid y catedrático de Derecho civil en las universidades de La Laguna (Tenerife), Oviedo, Zaragoza y Complutense de Madrid.
Como político, fue vicepresidente nacional de Alianza Popular (1980-1982), presidente del Consejo Político Nacional de AP (1982-1984), diputado al Congreso por Alianza Popular en la II Legislatura (1982- 1986) encabezando la circunscripción de Zaragoza. En 1985 fue designado diputado al Parlamento Europeo hasta 1994, siendo vicepresidente del Grupo del Partido Popular Europeo entre 1992 y 1994.
Fue ganadero en el pantano de Borbollón (al norte de Cáceres) en el municipio de Santibáñez el Alto.

## Obras
Además de dirigir numerosas tesis doctorales, es el autor de los siguientes libros:
- La cesión de los contratos (1965) Editoriales de Derecho Reunidas, S.A. /978-84-7130-062-1
- Cláusulas limitativas de la responsabilidad (1969)Editoriales de Derecho Reunidas, S.A. /978-84-7130-150-5
- Condiciones generales de los contratos (1965) Editorial Tecnos /978-84-309-0150-0
- Instituciones de Derecho civil (1979) Editoriales de Derecho Reunidas, S.A. /978-84-7130-288-5
- Teoría General de las obligaciones y contratos (1995) MacGraw-Hill
- Derecho Civil de España (1997) con Manuel García Cobaleda. Universidad Complutense de Madrid /978-84-89764-78-1